# Куклата на гангстера
„Куклата на гангстера“ (на френски: La pupa del gangster) е италианска комедия от 1975 на режисьора Джорджо Капитани.

## Сюжет
Красива проститутка е принудена да работи за гангстер. Когато той извършва убийство, тя се опитва да го разобличи, но не и преди той да научи за плановете ѝ.

## В ролите
| Изпълнител         | Роля                      |
| ------------------ | ------------------------- |
| София Лорен        | Пупа                      |
| Марчело Мастрояни  | Чарли Колето              |
| Алдо Мачоне        | Шопен                     |
| Пиер Брис          | комисар Салваторе Ламбели |
| Надзарено Натали   | Франки Ботлес             |
| Марио Маранцана    | полицейски инспектор      |
| Алваро Витали      | шофьор на такси           |
| Леополдо Мастелони | певец                     |
| Далила Ди Ладзаро  | Анна Кино                 |